# Internalisierungstheorie multinationaler Unternehmen
Die Internalisierungstheorie multinationaler Unternehmen bezeichnet die Theorie über die Gründe der Eingliederung von Prozessen, welche sich vorher nicht im Unternehmen befunden haben, über Grenzen hinweg. Im Gegensatz zu anderen Formen der Kooperation von Unternehmen sind hier als Beweggründe vor allem die Minimierung der Transaktionskosten, die Vorteile der vertikalen Integration sowie der erleichterte Technologietransfer entscheidend.

## Begriffsabgrenzung

### Multinationale Unternehmen
Das multinationale Unternehmen stellt eine Unternehmung dar, welche über seine Vermögensmassen im Inland hinaus auch die Kontrolle über Vermögensgegenstände in einem weiteren Land besitzt. Gemessen am Umsatz, der Bilanzsumme oder Zahl der Beschäftigten sind dies meist große Unternehmungen. Die Intention der Multis für diesen Schritt ist zunächst das Motiv jedes Außenhandels – die Unvollkommenheit des eigenen Marktes, also das Fehlen von Absatzmärkten oder Rohstoffquellen. Unter der Vielzahl der Möglichkeiten diese Unvollkommenheit auszugleichen, wählt das multinationale Unternehmen den Weg über Direktinvestitionen im Ausland. Dies kann in Form einer Unternehmensgründung geschehen. Aber auch in Form des Kaufes oder der Beteiligung an einem ausländischen Unternehmen sind möglich. Das Unternehmen dehnt seine Marktmacht in ein anderes Land aus, weil die Wettbewerbsvorteile, die auf dem eigenen Markt bestehen, im Ausland eine noch bessere Qualität haben können.
Zwei hauptsächliche Motive, weshalb Unternehmen diesen Schritt, gehen sind: die Internalisierung und das Standortmotiv. Bei letzteren spielen Faktoren wie die Nähe zu Ressourcen und Absatzmärkten, Transport und Faktorkosten sowie alle weiteren auch für den Handel relevanten Motive eine Rolle.

### Internalisierung
Unter Internalisierung versteht man die Einbeziehung externer Effekte in die Erlös- beziehungsweise Kostenrechnung einer Wirtschaftseinheit.
Ziel der Internalisierung ist es, die durch Marktversagen entstandenen Ineffizienzen zu minimieren und so das Wohlfahrtsoptimum zu erreichen.
Bei der Internalisierung geht es darum, bisher außerhalb des Unternehmens liegende Effekte in das Unternehmen einzubinden. Der Vorteil dabei besteht darin, dass bestimmte Transaktionen innerhalb eines einzelnen Unternehmens günstiger durchgeführt werden können als zwischen zwei oder mehreren Unternehmen. Interessant sind dabei die Kosten dieser Transaktionen. Diese sind entscheidend dafür, ob ein Unternehmen Leistungen in Eigenleistung erstellt oder sie von einem anderen Unternehmen bezieht.
Wird eine Leistung im eigenen Unternehmen erstellt, so entstehen zusätzliche Kosten durch die Organisation der Fertigung (z. B. das Gehalt eines verantwortlichen Abteilungsleiters). Aber durch die Übernahme oder Abgabe von Produkten durch ein anderes Unternehmen entstehen Vertriebs- bzw. Beschaffungsnebenkosten (z. B.Transportkosten). Das Verhältnis dieser Kosten zueinander entscheidet über Make or Buy. Diese Entscheidung ist umso wichtiger bei einer vertikalen Expansion des Unternehmens.
Im Gegensatz zu der horizontalen bzw. lateralen Expansion, bei der es um die Einflussnahme auf gleiche bzw. unternehmensfremde Bereiche geht, strebt die vertikale Expansion nach der Kontrolle von vor- oder nachgelagerten Produktionsstufen, also der Eingliederung des bisherigen Lieferanten eines Materials, welches in der Produktion eingesetzt wird (Input). Beziehungsweise der Aufnahme des bisherigen Abnehmers der fertigen Ware (Output), z. B. einer Vertriebsorganisation. Eine solche Kontrolle könnte über eine vertikale Bindung erreicht werden, dabei bleibt das Unternehmen rechtlich selbständig. Bei der vertikalen Integration kommt es dagegen zum Zusammenlegen dieser bisher selbständigen Bereiche unter eine einheitliche Unternehmensführung.
Wenn also ein Unternehmen A ein anderes Unternehmen B, das für A einen Input bereitstellt, integriert, so ist B „upstream“ also A vorgelagert und A „downstream“ also B nachgelagert.
Beispielsweise könnte ein Möbelfabrikant bei einer vertikalen Integration in Erwägung ziehen, seinen bisherigen Lieferanten für Spanplatten in sein Unternehmen einzugliedern (upstream) oder aber das Unternehmen, das bisher für den Vertrieb der Möbel zuständig war (downstream). Er könnte aber auch einen anderen Möbelproduzenten (horizontale Integration) oder eine Bäckerei aufnehmen (laterale oder diagonale Integration).
Sowohl die horizontale, laterale wie auch die vertikale Integration stellen Formen einer Internalisierung dar.
Anhand verschiedener Verfahren vergleicht man also die jeweiligen Kosten der Alternative. Diese Kosten ergeben sich durch unterschiedliche Produktionsgröße, Arbeitsorganisation, Faktorpreise usw.

## Motive der Internalisierung

### Überblick
Nach den Arbeiten von R.H. Coase über den Transaktionskostenansatz von 1937 tragen die Transaktionskosten die Entscheidung über eine Internalisierung.
Transaktionskosten können angelehnt an die Phasen einer Transaktion (nach Picot 1982) sein:
- die Kosten, die aus der Vertragsanbahnung entstehen – bei der Suche nach einem potentiellen Geschäftspartner
- Kosten die bei den folgenden Vertragsverhandlungen entstehen – bei Verhandlungen, Vertragserstellung
- Kosten der Kontrolle – bei Preis- oder Qualitätsvereinbarungen
- Kosten bei eventuellen Anpassungen – bei der Durchsetzung von z. B. Termin- und Mengenänderungen

Weiterhin zählt Picot 5 Faktoren für solche Transaktionskosten auf:
- Mehrdeutigkeit der Transaktionssituation – davon wird gesprochen wenn in bestimmten Situationen eine Lösung auf dem Markt aus verschiedenen Gründen nicht möglich ist.

So steigen (nach Williamson, 1971) die Transaktionskosten je spezieller die Anforderungen an ein bestimmtes Produkt sind, dass ein Unternehmen als Input in seinem Produktionsprozess braucht. Das liefernde Unternehmen A benötigt eventuell Spezialmaschinen um diesen Auftrag auszuführen, während Unternehmen B in hohem Maße auf die Lieferung des Unternehmens A angewiesen ist. Diese gegenseitige Abhängigkeit kann sich in opportunistischen Verhalten niederschlagen. Also in einer höheren Preisgestaltung oder in einer für das eigene Unternehmen vorteilhaftigeren Vertragsgestaltung. Durch die Einzigartigkeit der Leistung ergibt sich darüber hinaus, dass durch das Fehlen eines Marktes oder Konkurrenten dafür, der Wert der Leistung höher eingeschätzt werden kann, als sie tatsächlich ist. Man zieht daraus also die Schlussfolgerung – Je höher die Einzigartigkeit und je komplexer die Leistung ist desto höher sind die Transaktionskosten.
Zum Vergleich dazu sind die Transaktionskosten geringer, wenn es sich um eine Leistung handelt, welche von mehreren Unternehmen angeboten wird. Solche Unternehmen sind nicht in der Lage, ihren Preis zu erhöhen, ohne einen Wechsel des mit ihm verhandelnden Unternehmens zu riskieren.
- bei Unklarheiten bezüglich der Transaktionen, z. B. in Hinblick auf Fragen zur Qualität bedeutet das, dass sich die Vertragsverhandlungen komplizieren könnten.
- die Frage der Häufigkeit der Transaktionen
- welche Rahmenbedingungen gibt das Recht vor – z. B. wenn Gesetze Transaktionen hemmen
- die verwendete Technologie- z. B. inwieweit sind Informationstechnik und Kommunikationstechnik gediegen.

Die Quintessenz dieser Theorien, die für eine Internalisierung sprechen, lauten also:
1. hohe Investitionskosten und Probleme bei der Zumessung eines Wertes sprechen für eine Internalisierung
2. Unsicherheiten über die gewünschte Leistung sind keine Grundlage für langfristige Verträge – besser ist eine Internalisierung
3. Häufigkeiten der Transaktionen bedeuten auch eine Anhäufung der Anbahnungskosten – sprechen also für eine Internalisierung

Auf der Suche nach der optimalen Leistungstiefe sind also diese Transaktionskosten ausschlaggebend. Beschrieben in der Transaktionskostentheorie.
Abgesehen von den theoretischen Ansätzen sind die Internalisierungsmotive weniger gut erforscht. Vor allem kristallisieren sich zwei Hauptmotive heraus: der erleichterte Technologietransfer und die eventuellen Vorteile der vertikalen Integration.

### Technologietransfer
Technologie oder auch jede Art wirtschaftlich verwertbaren Wissens ist ebenso wie die Produkte eines Unternehmens handelbar. Allerdings sind die Bedingungen für einen solchen Transfer wesentlich anders geartet. Zum einen sind sie selten losgelöst von entsprechenden Spezialisten zu veräußern. Und zum anderen kann ein möglicher Käufer den Wert dieses Wissens schwer abschätzen (unvollständige asymmetrische Information). Wenn der Käufer dieses Wissen kennen würde, d. h., genauestens darüber Bescheid wüsste, könnte er den Wert exakter bestimmen, müsste aber auch dieses Wissen nicht mehr erwerben.
Hinzu kommen die Problematik um Eigentumsrechte an Wissen und des geistigen Diebstahls; Probleme, die entstehen können, wenn ein Unternehmen seine Technologie über Lizenzen weitergibt. Die Vergabe von Lizenzen fördert den Abfluss des unternehmensinternen Wissens, da mit zunehmender Ausnutzung der Lizenzrechte die Lernkurve des Lizenznehmers steigt. Das erleichtert ein Nutzen des Wissens auch ohne eine entsprechende Lizenz. Durch die Internalisierung behält das Unternehmen die Kontrolle über sein geistiges Eigentum sowie dessen Nutzen und Umsetzung.
Zum Beispiel gerade im Bereich der Informationstechnologie, in welchem jede Art von Wissen weltweit verfügbar ist, liegen Chancen und Risiken der Internalisierung dicht beieinander. Die schnelle und unkomplizierte Zusendung des Wissens zu den aufgenommenen Unternehmen muss durch entsprechende Maßnahmen gegen einen Fremdzugriff gesichert werden. Der Kontrollaspekt ist ebenso entscheidend bei den Vorteilen der vertikalen Integration.

### Vorteile der vertikalen Integration
Der Vorteil, der sich aus der Einbeziehung der vor- oder nachgelagerten Produktionsstufen unter eine einheitliche Unternehmensführung ergibt, sind die erweiterten Kontrollmöglichkeiten. Das Unternehmen erhält die Kontrolle über die anderen Produktionsstufen und damit über Qualität und Liefertermine bzw. Absatzpreise und Vertriebswege. Die Abstimmung der einzelnen Prozesse wird damit wesentlich erleichtert. Ebenso können durch die vertikale Integration Preise über Landesgrenzen hinweg im Wesentlichen konstant gehalten werden. Weiterhin kann nach diesen Überlegungen, besonders bei speziellen Leistungen ein Unternehmen das egoistische oder opportunistische Verhalten des vor- oder nachgelagerten Unternehmens durch vertikale Integration unterbinden. Die Vorteile decken sich aber auch mit denen des Transaktionskostenansatzes. Denn aus der Einsparung der Informations-, Verhandlungs-, Transfer- und Überwachungskosten entsteht ein nicht unerheblicher Vorteil.
Insgesamt stellen die eingebrachten ausländischen Kontakte und Informationen einen Vorteil für das Unternehmen an sich dar.